# Régiments du matériel français
L'armée française a constitué dès 1945 des unités spécialisées dans le soutien des matériels. Ils sont regroupés au sein de l'arme du Matériel.

## Liste

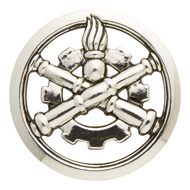
Insigne de béret, du matériel.

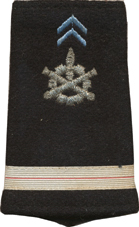
Fourreau d’épaule, Adjudant-Chef.

### Régiments en activité
Les six régiments du matériel et le groupement d'instruction sont subordonnés à la brigade de maintenance, les trois bases de soutien du matériel dépendent du service de la maintenance industrielle terrestre (SMITer) tandis que le régiment de soutien aéromobile fait partie de la 4e brigade d'aérocombat. 
- 1er groupement d'instruction de la brigade de maintenance (héritier du 1er régiment du matériel)
- 2e régiment du matériel (2e RMAT)
- 3e régiment du matériel (3e RMAT)
- 4e régiment du matériel (4e RMAT)
- 6e régiment du matériel (6e RMAT)
- 7e régiment du matériel (7e RMAT)
- 8e régiment du matériel (8e RMAT)
- 9e régiment de soutien aéromobile (9e RSAM)
- 12e base de soutien du matériel (12e BSMAT)
- 13e base de soutien du matériel (13e BSMAT)
- 14e  base de soutien du matériel (14e BSMAT)

### Régiments dissous
- 5e régiment du matériel (5e RMAT)
- 5e base de soutien du matériel (5e BSMAT)
- 11e base de soutien du matériel (11e BSMAT)
- 15e base de soutien du matériel (15e BSMAT)
- 16e base de soutien du matériel (16e BSMAT)
- 17e base de soutien du matériel (17e BSMAT)